# Dictyoptera
Los dictiópteros (Dictyoptera, del griego δίκτυον, díktyon: "red" y πτερόν, pterón: "ala") son un superorden de insectos constituido por alrededor de 9,800 especies. Incluye los órdenes Blattodea (cucarachas y termitas), Mantodea (mantis) y un orden de insectos extinto, Alienoptera.

## Características
Los miembros de este superorden presentan una cabeza hipognata de tamaño variable. Poseen antenas filiformes con numerosos segmentos, que en ocasiones pueden ser plumosas. Tienen ojos compuestos y, algunas especies, poseen también ocelos. Sus piezas bucales son de tipo masticador. Poseen un pronoto muy desarrollado.

## Clasificación
- Alienoptera †
- Mantodea - mantis
- Blattodea - cucarachas y termitas